# Benedikt X.
Benedikt X. († asi 1073–1080), vlastním jménem John Mincius, byl kardinálem v italském Velletri. Do svého úřadu byl zvolen v roce 1058 (tyto volby uspořádal hrabě z Toskánska).

## Vzdoropapež
Je považován za vzdoropapeže, tedy za osobu, která se veřejně dožaduje svého nároku na papežství, ale není uznána vedením katolické církve. Vzdoropapeži byli často podporovaní například biskupy, ale jejich zvolení nebylo z pohledu majoritní církve legitimní. Za prvního vzdoropapeže je považován Hippolyt Římský. Nejvíce zaznamenaných vzdoropapežů bylo v 11.–15. století; toto období ukončil papež Martin V., zvolený v roce 1417.

## Volby
Benedikt měl problémy se svým úřadem hned od počátku, neboť někteří kardinálové tvrdili, že si hlasy při volbě koupil (koupil mu je hrabě z Toskánska); výsledek volby tudíž podle nich nebyl platný (tito kardinálové museli uprchnout do Říma). Papež Štěpán IX. (1057–1058) poslal Hildebranda (jako papež později přijal jméno Řehoř VII.) na dvůr císařovny Agnes (matka Jindřicha IV.), kde zpochybňovali volbu Štěpána IX. Poté se vrátil do Říma, kde se dozvěděl o problémech s volbou Benedikta X., rozhodl se zastat kardinálů. Tímto získal podporu vévody z Lorraine – Toskánska, císařovny Agnes a biskupa z Florencie. V prosinci 1058 se na Sieně setkal s kardinály, kteří stáli proti zvolení Benedikta X. papežem a po vzájemné domluvě rozhodli zvolit papežem Hildebrandova kandidáta, který přijal jméno Mikuláš II. Papežem byl v letech 1059–1061.

## Válka s Mikulášem II.
Zastánci papeže Mikuláše II. získávali kontrolu nad Římem (kde byl Benedikt sesazen) a vyhnali Benedikta X. do hradu Gerard Galeria. Když konečně Mikuláš II. přijel do Říma, začal vést válku proti Benediktu X. Na pomoc mu přispěchali jeho stoupenci. V této době nebyl Mikuláš nijak úspěšný, ale při druhé válce (před kterou dobyl například Toskánsko) donutil Benedikta X. vzdát se (i svého papežství). Benedikt pak odešel na svůj rodinný statek. To se nelíbilo Hildebrandovi (pozdějšímu Řehoři VII.), který Benedikta v roce 1060 zajal a uvěznil ho v hospici sv. Agnes. Zde Benedikt X. mezi lety 1073–1080 zemřel.

## Důsledek války
Důsledkem války mezi Mikulášem II. a Benediktem X. bylo přijetí nových právních předpisů, které pojednávaly pravidla papežské volby. Tyto předpisy přijal Mikuláš II. v Lateránském paláci v roce 1059.